# Бојан Симишић
Бојан Симишић је оснивач једног од највећих еколошких покрета у Србији, Еко страже.

## Биографија
Бојан Симишић је дипломирао на Факултету политичких наука Универзитета у Београду. Тренутно је на мастер студијама из области еколошке политике, на Факултету политичких наука, Универзитета у Београду. Пре него што је постао активиста, од новембра 2010. године, радио је као менаџер пројеката у различитим дизајнерским студијима. Од маја 2012. године ради као пројектни менаџер у сопственом студију за дизајн и дигитални маркетинг – Whale Shark Studio.
Симишић је и инструктор роњења од 2012. године, а тренутно ради као инструктор роњења у једном центру у Грчкој, где је ангажован током летње сезоне.
Године 2019. основао је Еко стражу, еколошки покрет за борбу против загађења и других еколошких проблема на локалном нивоу у Србији.

## Награде
Студио Whale Shark Studio и Симишић чији је оснивач је рангирано на 3. место у категорији дизајна и мултимедије компаније Elance (од 170.000 компанија и појединаца); освојио је награду за најбољу дизајнерску компанију из Србије за 2015. годину, коју је издао upwork.com; освојио је награду за најбољу дизајнерску компанију из Србије за 2017. годину, коју је издао upwork.com; у 2020. години, прешао је прекретницу од 3000 послова као пројектни менаџер.